# Pewnego razu... w Hollywood
Pewnego razu... w Hollywood (ang. Once Upon a Time in Hollywood) – amerykański komediodramat z 2019 roku w reżyserii Quentina Tarantino, który jest także autorem scenariusza.
W rolach głównych wystąpili: Leonardo DiCaprio, Brad Pitt, Margot Robbie, Al Pacino, Kurt Russell, Margaret Qualley, Emile Hirsch, Austin Butler, Bruce Dern, Timothy Olyphant, Julia Butters i Dakota Fanning. Światowa premiera filmu odbyła się 21 maja 2019 roku na Festiwalu filmowym w Cannes; z kolei amerykańska 26 lipca 2019. W Polsce obraz zadebiutował 16 sierpnia 2019.
Film opowiada historię aktora Ricka Daltona (DiCaprio) oraz jego dublera i przyjaciela Cliffa Bootha (Pitt), którzy po powrocie do Hollywood próbują odnaleźć się w gwałtownie zmieniającym się przemyśle filmowym końca lat 60. XX wieku. Obraz przedstawia też wątek sekty Charlesa Mansona planującej dokonać mordu w willi reżysera Romana Polańskiego i jego żony Sharon Tate (Margot Robbie).
Założeniem reżysera było przeobrażenie współczesnego Los Angeles w to samo miasto z 1969 roku bez użycia komputerowych efektów specjalnych. Na potrzeby scen z historycznymi, nieistniejącymi już budowlami, rekonstruowano poszczególne obiekty, tworząc autentyczną scenografię bądź stosując tradycyjne, fizyczne efekty wizualne.
Dziewiąty film Tarantino odniósł sukces komercyjny, zarabiając blisko 374 miliony dolarów. Otrzymał przy tym w większości pozytywne recenzje od krytyków, którzy chwalili głównie scenariusz, reżyserię, aktorstwo i scenografię, a także określali film jako „list miłosny Tarantino do Los Angeles lat 60.” Obraz zdobył ponadto trzy Złote Globy oraz dziesięć nominacji do Oscara, które przełożyły się na dwie wygrane statuetki – dla Pitta za najlepszą rolę drugoplanową oraz Barbary Ling i Nancy Haigh za najlepszą scenografię i dekorację wnętrz.
Amerykański Instytut Filmowy umieścił Pewnego razu... w Hollywood w zestawieniu Top 10 najlepszych filmów 2019 roku.

## Fabuła
Akcja rozpoczyna się 8 lutego 1969, gdy aktor Rick Dalton spotyka się w restauracji z producentem filmowym Marvinem Schwarzem. Dalton, choć był niegdyś gwiazdą telewizyjną znaną z głównej roli w serialu Prawo forsy, głównie występuje gościnnie w popularnych amerykańskich produkcjach. Schwarz w trakcie rozmowy uświadamia Daltona, że małe role grane przez niego od paru lat całkowicie rujnują mu filmową renomę. W związku z tym Schwarz proponuje aktorowi, aby ten poleciał do Włoch i zagrał kilka kreacji w spaghetti westernach. Rick pogrąża się w rozpaczy nad faktem, że jego kariera aktorska stanęła na skraju załamania.
Wkrótce dubler i przyjaciel Ricka – Cliff Booth, będący zarazem jego kierowcą – odwozi Daltona do jego domu w Beverly Hills. Wtedy Rick zauważa, że w sąsiednim domu mieszka ceniony reżyser Roman Polański wraz ze swoją żoną Sharon Tate. Dalton dochodzi wówczas do wniosku, że zaprzyjaźniwszy się z sąsiadami, mógłby dostać rolę w filmie Polańskiego i podbudować swoją pozycję w Hollywood.
Następnego dnia Charles Manson przyjeżdża pod willę Polańskiego, gdzie zastaje Sharon i jej kolegę Jaya Sebringa. Nieproszony gość pyta Jaya o producenta muzycznego – Terry’ego, który kiedyś mieszkał w tym domu, lecz Sebring odpowiada, że Terry się stąd wyprowadził, po czym odprawia Mansona.
Cliff Booth, jadąc przez Los Angeles, zatrzymuje się na skrzyżowaniu, gdzie spotyka hipiskę o pseudonimie „Pussycat”. Podwozi ją do celu podróży, którym okazuje się ranczo George’a Spahna, gdzie „Pussycat” mieszka wraz z „rodziną”. Miejsce to służyło niegdyś jako plener do kręcenia westernów, a Cliff, który wówczas tam pracował, postanawia zawieźć autostopowiczkę na ranczo. Gdy docierają do celu, „Pussycat” przedstawia Bootha przyjaciołom z „rodziny”, po czym Cliff, pomimo sprzeciwu hipisów, idzie zobaczyć się ze Spahnem. Kiedy wraca, okazuje się, że opona samochodu została przebita przez jednego z członków sekty. Cliff zmusza siłą sprawcę do wymiany opony na nową, a następnie odjeżdża z rancza.
Marvin Schwarz załatwia Daltonowi rolę w westernie Sergio Corbucciego Nebraska Jim, w związku z czym aktor wraz z Boothem leci do Włoch. Tam Rick gra również role w trzech innych filmach, a także żeni się z włoską aktorką Francescą Capucci. Po sześciu miesiącach Rick i Cliff wracają do Stanów Zjednoczonych.
8 sierpnia 1969 Rick wraz z Francescą oraz Cliffem lądują samolotem w Los Angeles, po czym we troje udają się do domu Daltona. Wieczorem Dalton i Booth jadą do knajpy napić się alkoholu, zostawiając śpiącą Francescę w domu wraz z niezwykle posłusznym psem Cliffa – pitbullem Brandy. Tymczasem będąca w ostatnim miesiącu ciąży Sharon Tate wraz ze swoimi przyjaciółmi wraca z restauracji do swojej willi. Niedługo potem Rick i Cliff wracają do sąsiadującego z posesją Polańskiego domu Daltona. Booth wychodzi na spacer z psem i zapala nasączonego LSD papierosa, którego kupił pół roku wcześniej od jednej z hipisek z rancza. Pod posiadłość Daltona przyjeżdżają członkowie „rodziny” – „Tex”, „Sadie”, „Katie” oraz „Flower Child”, by na polecenie „Charliego” zabić wszystkich przebywających w willi Polańskiego. Pijany Rick, słysząc hałas silnika samochodowego, wychodzi na ulicę i wygania hipisów. Ci, cofnąwszy się samochodem, uświadamiają sobie, że mężczyzna, który zrobił im awanturę to aktor, którego znają z serialu. „Sadie” wpada na pomysł, żeby zabić Daltona, gdyż to on na filmach nauczył ich zabijać. Przewodzący bandą „Tex” aprobuje tę myśl, w związku z czym grupa zmienia plan i postanawia dokonać mordu w domu Daltona. Członkowie sekty ruszają pieszo do posiadłości Ricka, jednak „Flower Child” cofa się do auta i ucieka.
Banda Mansona wdziera się do domu Daltona, gdzie zastaje będącego pod wpływem LSD Cliffa. „Tex” mierzy z pistoletu do Bootha, który nie jest pewien czy napastnicy są prawdziwi i śmieje się, beztrosko z nimi rozmawiając. „Katie” na rozkaz „Texa” przyprowadza Francescę z sypialni. „Tex” odbezpiecza pistolet, na co Booth wydaje swojemu psu sygnał do ataku. Brandy skacze na „Texa”, wytrącając mu broń i zaczyna go gryźć. „Sadie” rzuca się z nożem na Cliffa, który w samoobronie ciska w jej twarz puszkę z karmą, powalając napastniczkę na ziemię. Booth następnie szczuje ją psem, który dopada dziewczynę. „Tex” atakuje Cliffa nożem, lecz ten odpiera atak i zabija członka bandy w walce wręcz. „Katie” wbija nóż Boothowi w udo, w wyniku czego Cliff łapie hipiskę za włosy i wielokrotnie uderza jej głową o ściany oraz gzyms kominkowy, doprowadzając kobietę do zgonu poprzez brutalne zmasakrowanie twarzy. „Sadie” chwyta pistolet „Texa” i oddaje strzał, który odstrasza Brandy. Ranny Cliff traci przytomność, a zakrwawiona i oślepiona „Sadie” rozbijając szybę, pada na taras, gdzie przebywa Rick, który do tej pory, z powodu muzyki nie był świadomy trwającej walki. Dziewczyna wpada do basenu, a gdy zaczyna dziko strzelać, Dalton biegnie do garażu po pochodzący z planu filmowego miotacz ognia i pali nim agresorkę.
Wkrótce na miejsce przyjeżdża pogotowie ratunkowe i policja, której Rick, Cliff i Francesca zdają relację. Ambulans zabiera rannego Bootha do szpitala, a Dalton wchodzi w rozmowę z Jayem Sebringiem z domu Polańskiego. Gdy Jay pyta, co się stało, Rick opowiada o napadzie hipisów i próbie zabójstwa. Do rozmowy dołącza ciężarna Sharon, która zaprasza Ricka na drinka. Ten przyjmuje zaproszenie, a po chwili Sharon przedstawia mu resztę swoich gości – Wojtka Frykowskiego i Abigail Folger.

## Obsada

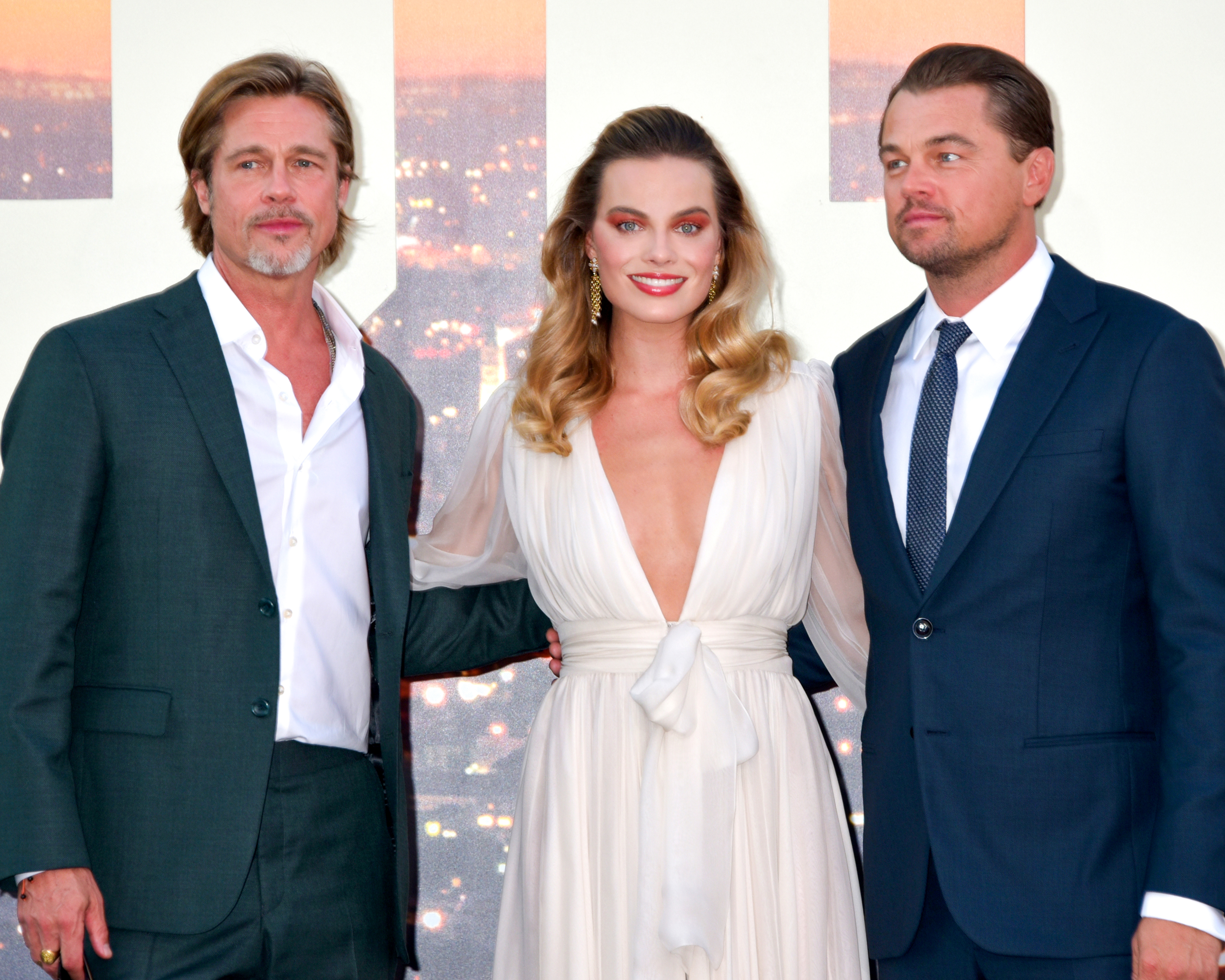
Odtwórcy głównych ról: Brad Pitt, Margot Robbie i Leonardo DiCaprio

- Leonardo DiCaprio jako Rick Dalton
- Brad Pitt jako Cliff Booth
- Margot Robbie jako Sharon Tate
- Al Pacino jako Marvin Schwarz
- Bruce Dern jako George Spahn
- Dakota Fanning jako Squeaky Fromme
- Margaret Qualley jako „Pussycat”
- Julia Butters jako Trudi Fraser
- Austin Butler jako Tex Watson
- Kurt Russell jako Randy/narrator
- Luke Perry jako Scott Lancer
- Damian Lewis jako Steve McQueen
- Emile Hirsch jako Jay Sebring
- Mike Moh jako Bruce Lee
- Nicholas Hammond jako Sam Wanamaker
- Danny Strong jako Dean Martin
- Zoë Bell jako Janet Miller
- Timothy Olyphant jako James Stacy
- Danielle Harris jako „Angel”
- Clifton Collins Jr. jako Ernesto Vaquero
- Rafał Zawierucha jako Roman Polański
- Lena Dunham jako „Gypsy”
- Maya Hawke jako „Flower Child”
- Costa Ronin jako Wojciech Frykowski
- Damon Herriman jako Charles Manson
- James Landry Hébert jako „Clem”
- Dreama Walker jako Connie Stevens
- Rebecca Rittenhouse jako Michelle Phillips
- Rumer Willis jako Joanna Pettet
- Samantha Robinson jako Abigail Folger
- Mikey Madison jako „Sadie”
- Madisen Beaty jako „Katie”
- Victoria Pedretti jako „Lulu”
- Sydney Sweeney jako „Snake”
- Lorenza Izzo jako Francesca Capucci

Opracowano na podstawie materiału źródłowego.

## Produkcja

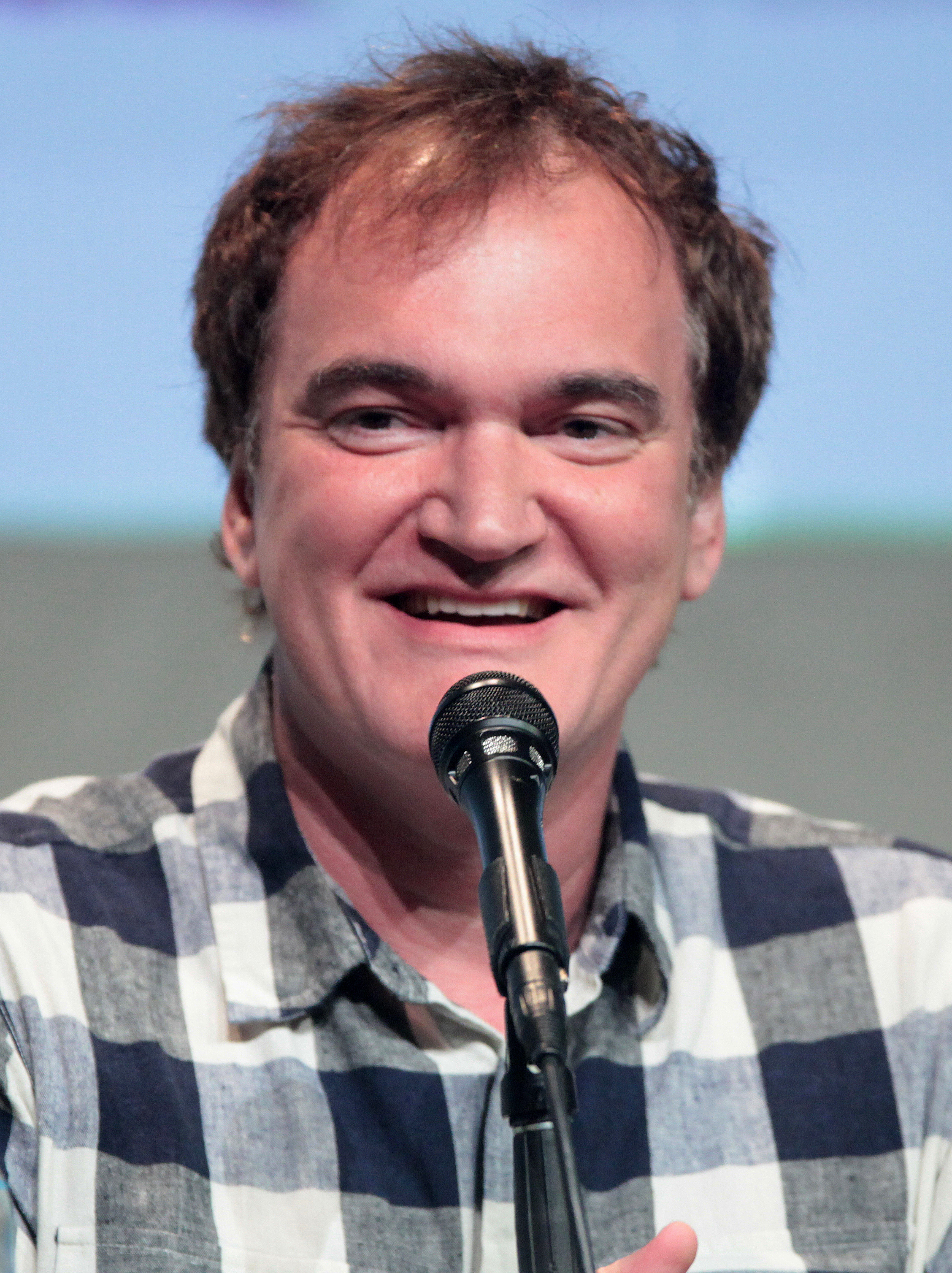
Quentin Tarantino, reżyser filmu

### Rozwój projektu i scenariusz
Reżyser filmu, Quentin Tarantino, wpadł na jego pomysł, kręcąc utwór Grindhouse: Death Proof (2007) z Kurtem Russellem w jednej z ról. Russell w tym czasie stale współpracował z jednym dublerem kaskaderskim od kilku lat, co zainspirowało reżysera do stworzenia dzieła o fikcyjnym aktorze i jego dublerze. Pewnego razu... w Hollywood pierwotnie zaistniało jako powieść, nad którą Tarantino pracował przez pięć lat. Gdy ukończył jej pisanie, ostatecznie zdecydował się zaadaptować ją na scenariusz filmowy. Reżyser w pierwszej kolejności stworzył ostatni akt Pewnego razu... w Hollywood, a następnie napisał poprzedzające rozdziały.
Scenariusze poprzednich filmów reżysera, takich jak Bękarty wojny (2009) czy Nienawistna ósemka (2015) wyciekły do internetu jeszcze przed premierą filmów, w związku z czym Tarantino, aby zapobiec kolejnym przeciekom, trzymał jedyną kopię ostatniego aktu scenariusza Pewnego razu... w Hollywood w sejfie we własnym domu. Większość obsady nie wiedziała, co będzie w finałowej sekwencji filmu, ponieważ nie otrzymała od reżysera całego scenariusza. Tarantino do pewnego momentu trzymał ostatni akt w tajemnicy nawet przed najważniejszymi członkami ekipy filmowej, w tym przed Robertem Richardsonem. Zakończenie Pewnego razu... w Hollywood przed rozpoczęciem produkcji poznali jedynie odtwórcy głównych ról – Leonardo DiCaprio, Brad Pitt i Margot Robbie, których Tarantino zaprosił do siebie, by mogli przeczytać pełny scenariusz w jego obecności.
11 lipca 2017 roku Tarantino ogłosił, że ukończył prace nad pisaniem scenariusza do swojego filmu, opowiadającego o morderstwach grupy Charlesa Mansona. Gdy Harvey Weinstein, z którym Tarantino współpracował przez całą karierę, został oskarżony o wykorzystywanie seksualne, reżyser zerwał powiązania z producentem. Tarantino zaczął szukać nowego dystrybutora, którym ostatecznie zostało Sony Pictures Entertainment. Stanowisko producentów zajęli natomiast David Heyman i Shannon McIntosh.

### Casting
11 lipca 2017 poinformowano, że reżyser spotkał się z Margot Robbie, by omówić potencjalny angaż aktorki w roli Sharon Tate. W pierwszym kwartale 2018 roku kontrakty na główne role podpisali Leonardo DiCaprio i Brad Pitt. W maju tego samego roku Margot Robbie otrzymała rolę Tate. W czerwcu 2018 do obsady dołączył Al Pacino wraz z Dakotą Fanning i kilkoma innymi aktorami takimi jak Damian Lewis, Luke Perry, Emile Hirsch, Clifton Collins Jr., Keith Jefferson i Nicholas Hammond. W kolejnym miesiącu obsadzono Mike’a Moha, Jamesa Remara oraz Spencera Garretta, z kolei w sierpniu angaż otrzymali: Damon Herriman, Lena Dunham, Austin Butler, Danny Strong, Rafał Zawierucha, Rumer Willis, Dreama Walker oraz Margaret Qualley.
Rumer Willis pierwotnie ubiegała się o dwie role, lecz nie otrzymała żadnej z nich. Mimo to zaproponowano jej później inną kreację – Joannę Pettet. Gdy Tarantino pisał postać małoletniej Trudi Frazer, na ekranie telewizora zobaczył Julię Butters w serialu Nie ma lekko i stwierdził wówczas: „może niech ona tego spróbuje”.
Tarantino zaangażował również Burta Reynoldsa, który w filmie miał się wcielić w rolę George’a Spahna. Reynolds zmarł jednak, zanim przystąpiono do kręcenia części filmu, w której miał wystąpić. Kreację Spahna zamiast Reynoldsa zagrał przyjaciel zmarłego aktora – Bruce Dern.
Reżyser rozważał Toma Cruise’a do zagrania roli Cliffa Bootha, jednak wybór padł na Brada Pitta współpracującego już przedtem z Tarantino. Według początkowych planów reżysera w kreacji Squeaky Fromme miała wystąpić Jennifer Lawrence, która nawet odwiedziła Tarantino, by w jego domu przeczytać scenariusz. Pomimo zainteresowania projektem ze strony aktorki filmowiec ostatecznie zrezygnował z obsadzenia Lawrence, przyznając, że w kwestii powierzenia jej tej roli „czuł jakiś zgrzyt”.

### Zdjęcia i scenografia
Filmowy wygląd Hollywood roku 1969 w sporej części był oparty na wspomnieniach Tarantino z czasów jego dzieciństwa:

(...) punktem wyjścia było to, co zapamiętałem, gdy miałem sześć lat i siedziałem na miejscu pasażera Karmanna Ghia mojego ojczyma. Nawet to ujęcie, gdy Cliff przejeżdża obok Earl Scheib zawiera w dużej mierze to, co zaobserwowałem jako małe dziecko.

Kręcenie zdjęć głównych rozpoczęło się 18 czerwca 2018 roku w Los Angeles, a zakończyło się 1 listopada 2018 roku. Założeniem Tarantino było przeobrażenie Los Angeles 2018 roku w Los Angeles 1969 roku bez korzystania z komputerowych efektów specjalnych. W tym celu reżyser zatrudnił do stworzenia scenografii Barbarę Ling. Pomysłodawcą zaangażowania właśnie tej osoby był stały współpracownik Tarantino – autor zdjęć Robert Richardson, który pracował już przedtem z Ling na planie filmu The Doors (1991), gdzie ta odwzorowywała autentyczne, historyczne miejsca z lat 60. i 70. XX wieku.
Dawne kino filmów dla dorosłych „Pussycat”, na tle którego przejeżdża filmowy Cliff Booth, zostało w pełni odtworzone tak, aby wyglądało jak w 1969 – Barbara Ling i jej ekipa przykryła współczesne LED-owe oznakowanie ikonicznym logiem kina „Pussycat” z ówczesnymi literami i neonem. Moment, w którym Cliff, jadąc do swojej przyczepy kempingowej, mija kino samochodowe „Van Nuys Drive-In” nie mógł zostać nakręcony tam, gdzie to kino rzeczywiście stało, ponieważ zostało ono zburzone pod koniec lat 90., a na jego miejscu postawiono inny budynek. W związku z tym Tarantino zarządził stworzenie miniaturowej repliki tego kina z poruszającymi się małymi samochodami:

(...) John Dykstra – ten wielki John Dykstra – zbudował miniaturę ekranu kina samochodowego. Powiedziałem mu: kiedy kamera znajdzie się już nad ekranem, nie chcę żadnych samochodów stworzonych komputerowo. Mają tam się znajdować zabawkowe auta. Chcę fizyczne samochody, które mogą się lekko poruszać, ale mają tam rzeczywiście być. On na to: „Cóż, to może trochę kosztować, a nikt nie zauważy różnicy”. Odparłem: „Ja zauważę i daj spokój, John... ty w sumie też”.

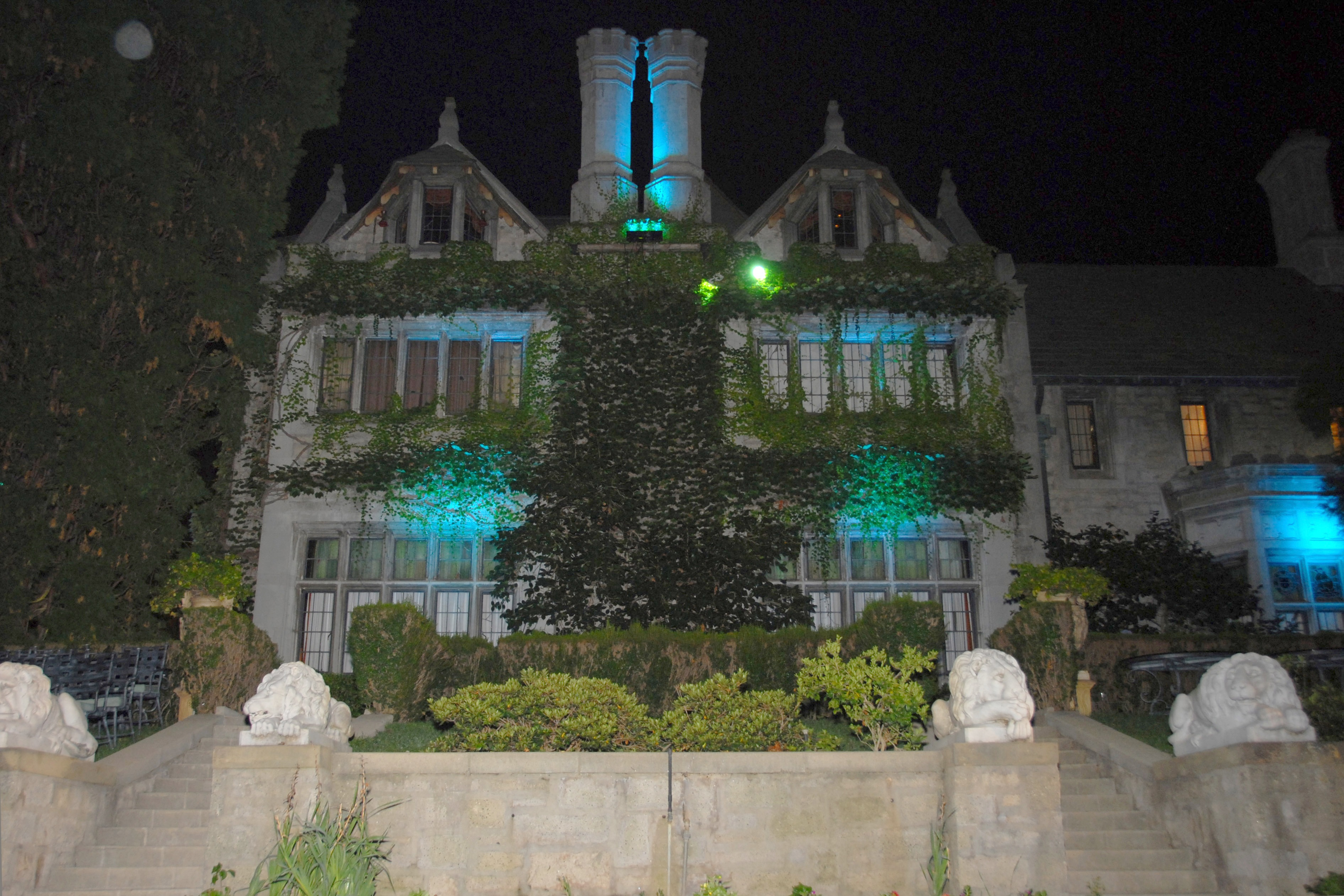
Odbywały się długie negocjacje w sprawie przyzwolenia na kręcenie filmu na terenie rezydencji Playboya.

Impreza w rezydencji Playboya została sfilmowana w rzeczywistej rezydencji. Tarantino był nieugięty w kwestii nakręcenia tej sceny w tymże miejscu, aczkolwiek uzyskanie pozwolenia zajęło trochę czasu, jako że rezydencja po śmierci Hugh Hefnera została sprzedana prywatnemu właścicielowi. Tarantino i Barbara Ling spotkali się z nowym właścicielem, aby omówić, co chcieliby wykorzystać do nakręcenia filmu. Właściciel posesji podchodził jednak do tej inicjatywy niechętnie, ponieważ nieruchomość była w trakcie remontu. Po długich negocjacjach w końcu się zgodził, dzięki czemu Ling mogła nałożyć wystrój na pustą rezydencję i dostosować scenografię frontowego dziedzińca oraz tylnego podwórza, tak by przywrócić posiadłości wygląd końca lat 60. na tyle, na ile było to możliwe.
Autentyczne ranczo George’a Spahna w czasie produkcji filmu już nie istniało, gdyż spłonęło ono w 1970 roku. Z tego powodu zdecydowano, aby nakręcić scenę, która rozgrywa się w tym otoczeniu na innym filmowym ranczu – „Corriganville Movie Ranch” w Simi Valley. Szczegółowa rekonstrukcja rancza Spahna potrwała około trzech miesięcy. Sceny, w których można zaobserwować dom Romana Polańskiego i Sharon Tate również nie zostały nagrane w oryginalnym miejscu, ponieważ willa ta została zburzona w 1994, a zastąpiono ją niemal sześć razy większą rezydencją. Zdjęcia z udziałem willi Polańskich kręcono w trzech różnych miejscach – sceny przedstawiające wnętrze budynku filmowano w jednym, stronę zewnętrzną w drugim, a ujęcia z kultowym podjazdem Cielo Drive wykonano w studiu Universal City.

### Muzyka
W ścieżce dźwiękowej do filmu znalazły się utwory klasyki muzyki rockowej, a także reklamy radiowe z lat 60. Do zespołów, których muzykę można usłyszeć na filmie, należą m.in. The Mamas & the Papas, Paul Revere & the Raiders, Deep Purple, Simon & Garfunkel i Vanilla Fudge.

## Premiera

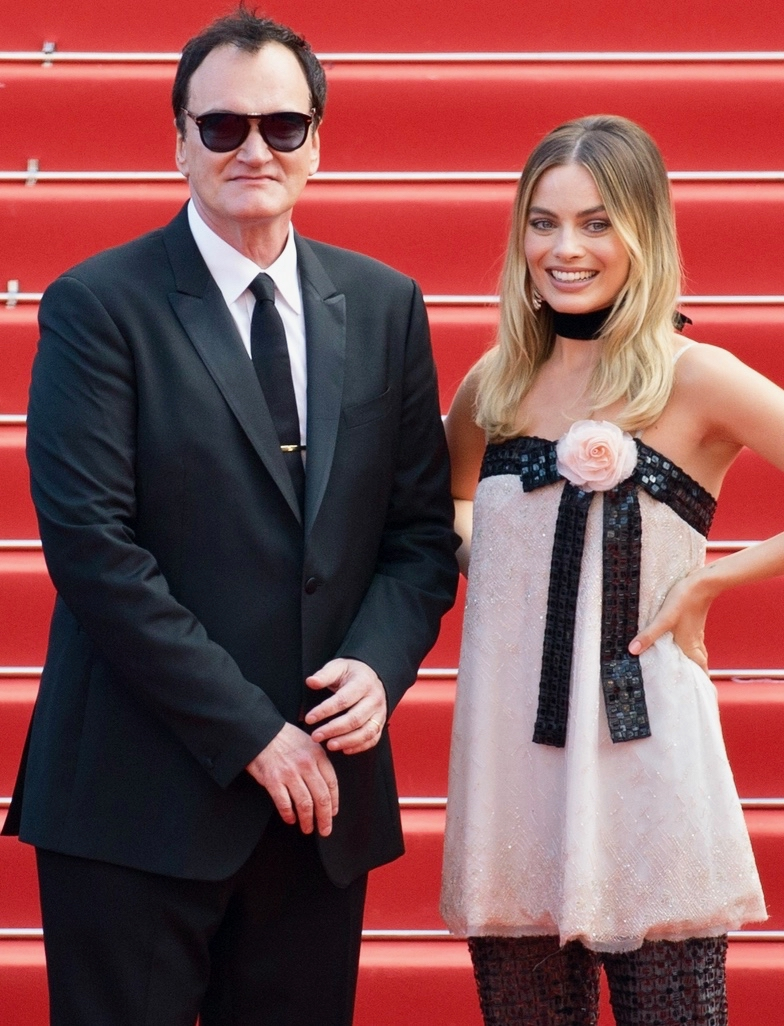
Tarantino wraz z Margot Robbie podczas premiery filmu na 72. Festiwalu w Cannes.

Światową premierę filmu początkowo planowano na 9 sierpnia 2019 roku – na 50. rocznicę morderstw grupy Charlesa Mansona, jednak po dwukrotnym jej przesunięciu odbyła się 21 maja 2019 roku na festiwalu filmowym w Cannes, czyli w 25. rocznicę premiery Pulp Fiction na tymże festiwalu. W amerykańskich kinach film zadebiutował 26 lipca 2019, z kolei w polskich 16 sierpnia trzy tygodnie później. Rozszerzona wersja filmu, zawierająca cztery dodatkowe sceny ukazała się w kinach 25 października 2019.
Film Pewnego razu... w Hollywood trafił do dystrybucji cyfrowej 22 listopada 2019, a 10 grudnia 2019 został wydany na Blu-ray, 4K Ultra HD i DVD. Na promocję filmu studio w sumie wydało około 110 milionów dolarów.

## Odbiór

### Box office
Budżet filmu jest szacowany na 90 milionów dolarów. W Stanach Zjednoczonych i Kanadzie film zarobił 142 mln USD. W innych krajach przychody wyniosły ponad 231 mln, a łączny przychód ze sprzedaży biletów blisko 374 miliony dolarów, w wyniku czego Pewnego razu... w Hollywood stał się drugim najbardziej kasowym filmem Quentina Tarantino.

### Krytyka w mediach
Film spotkał się głównie z pozytywną reakcją krytyków. W agregatorze Rotten Tomatoes 86% z 580 amerykańskich recenzji było pozytywne, a średnia ocen wyniosła 7,9/10 (stan z września 2024). Według konsensusu krytyków z tego serwisu: „porywająco dziki, a zarazem solidnie wykonany film Pewnego razu... w Hollywood łagodzi prowokacyjne impulsy Tarantino klarownością wzroku dojrzałego filmowca”. Na portalu Metacritic średnia ocen z 62 recenzji wyniosła 83 punkty na 100.
Portal The Hollywood Reporter po pierwszym pokazie filmu w Cannes poinformował, iż opinie krytyków na jego temat są „ogólnie pozytywne” oraz że określono obraz jako „list miłosny Tarantino do Los Angeles lat 60.”. Chwalono wówczas grę aktorską i scenografię, choć – jak doniósł portal – część krytyków miała podzielone zdania na temat zakończenia filmu
James Berardinelli z portalu „ReelViews” przyznał filmowi 3,5 na 4 gwiazdki, oświadczając, że film ten „został stworzony przez miłośnika kina dla miłośników kina” oraz że „nawet tym, którzy się do nich nie zaliczają, ten film nadal może się diabelnie spodobać”. Krytyk Owen Gleiberman, pisząc na łamach „Variety”, stwierdził, że Pewnego razu... w Hollywood to „mocny, wciągający kolaż filmowy, który jednakże arcydziełem nie jest”. Brian Tallerico ze strony „RogerEbert.com” podsumował film jako „ambitne dzieło pewnego siebie filmowca, współpracującego z ludźmi, którzy całkowicie wpasowują się w ton jego wizji”. Peter Bradshaw z dziennika „The Guardian” przyznał filmowi najwyższą ocenę 5 gwiazdek, chwaląc występy Brada Pitta i Leonardo DiCaprio oraz podsumowując całość jako „olśniewającą, utrzymaną w klimacie Los Angeles pieśń odkupienia Tarantino”. Katie Rife z The A.V. Club, wystawiła filmowi pozytywną ocenę, oznajmiając, że „relacja pomiędzy Rickiem a Cliffem jest emocjonalnym sercem Pewnego razu... w Hollywood” i nazwała owo dzieło „tęsknym filmem o kryzysie wieku średniego Quentina Tarantino”. Peter Travers z „Rolling Stone’a” przyznał filmowi 4,5 na 5 gwiazdek, zaznaczając, że „wszyscy aktorzy, którzy wystąpili w filmie – zarówno ci w większych rolach, jak i ci w mniejszych – na planie dali z siebie wszystko i świetnie się spisali”; zauważył jednak, że „film trwający 2 godziny i 40 minut może być dla niektórych za długi”. Richard Roeper z „Chicago Sun-Timesa” uznał Pewnego razu... w Hollywood za „wspaniałą, a czasem szokująco fantastyczną mieszankę rzeczywistych wydarzeń i postaci z czystą fikcją”, wystawiając filmowi maksymalną ocenę. Christopher Hooton z magazynu „Little White Lies” opisał film jako „momentami nudny”, jednak „nieustannie budzący podziw”. Dodał on także, iż obraz Tarantino nie zakrawa na „list miłosny pod adresem Hollywood”, lecz na „nekrolog okresu w kulturze, który najpewniej już nie powróci”.
Amerykański Instytut Filmowy uznał Pewnego razu... w Hollywood za jeden z 10 najlepszych filmów 2019 roku, a w 2021 Amerykańska Gildia Scenarzystów sklasyfikowała scenariusz tego filmu na 22. miejscu listy 101 najwybitniejszych scenariuszy filmowych XXI wieku.
Michał Walkiewicz w swojej entuzjastycznej recenzji dla Filmwebu docenił głównie rekonstrukcję świata Hollywoodu przełomu lat 60. i 70., rolę Ala Pacino zagraną „z fenomenalną lekkością” oraz scenę na ranczu, którą opisał jako „jeden z najpiękniejszych popisów stylizacji oraz dramaturgii w całej karierze reżysera”. Dominik Jedliński, pisząc na łamach „Onetu”, przyznał, że w filmie są „momenty geniuszu Tarantino, sceny-perełki skrzące od emocji, pełne charakterystycznych dla Q. błyskotliwych dialogów i humoru, sekwencji, które robią wielkie wrażenie”, aczkolwiek stwierdził zarazem, że film przez „niezdecydowanie i brak pomysłu, co do kierunku, w którym ma zmierzać, okazuje się boleśnie mało angażujący”. Marta Ossowska w recenzji dla Wirtualnej Polski napisała, że „tym razem Quentin Tarantino zawodzi”, uznając, że „Pewnego razu... w Hollywood jest zlepkiem mniej lub bardziej interesujących wątków, którym brakuje spójności” oraz że „przewodni motyw dążenia do sukcesu w Hollywood wypada blado w porównaniu do wcześniejszych, odważnych puent reżysera”. Dla odmiany Janusz Wróblewski w swojej recenzji dla „Polityki” przyznał filmowi 5 na 6 gwiazdek, chwaląc „doskonale sportretowaną” przez Margot Robbie postać Sharon Tate oraz odtwarzanych przez Leonardo DiCaprio i Brada Pitta bohaterów, którzy „tworzą idealnie dobrany duet, łączący żywiołowy emocjonalizm i powściągliwość, hamletyzującą miękkość i chłód brutalnej męskości, co nie powinno ujść uwadze członków Akademii przyznającej Oscary”.

### Nagrody i nominacje
| Nagroda                                   | Kategoria                                                | Odbiorca | Wynik     |
| ----------------------------------------- | -------------------------------------------------------- | --- | --------- |
| Nagroda Akademii Filmowej                 | Najlepszy film                                           | David Heyman, Shannon McIntosh i Quentin Tarantino | Nominacja |
| Nagroda Akademii Filmowej                 | Najlepsza reżyseria                                      | Quentin Tarantino | Nominacja |
| Nagroda Akademii Filmowej                 | Najlepszy scenariusz oryginalny                          | Quentin Tarantino | Nominacja |
| Nagroda Akademii Filmowej                 | Najlepszy aktor pierwszoplanowy                          | Leonardo DiCaprio | Nominacja |
| Nagroda Akademii Filmowej                 | Najlepszy aktor drugoplanowy                             | Brad Pitt | Wygrana   |
| Nagroda Akademii Filmowej                 | Najlepsze zdjęcia                                        | Robert Richardson | Nominacja |
| Nagroda Akademii Filmowej                 | Najlepsza scenografia                                    | Barbara Ling i Nancy Haigh | Wygrana   |
| Nagroda Akademii Filmowej                 | Najlepsze kostiumy                                       | Arianne Phillips | Nominacja |
| Nagroda Akademii Filmowej                 | Najlepszy dźwięk                                         | Michael Minkler, Christian P. Minkler i Mark Ulano | Nominacja |
| Nagroda Akademii Filmowej                 | Najlepszy montaż dźwięku                                 | Wylie Stateman | Nominacja |
| Festiwal Filmowy w Cannes                 | Złota Palma za najlepszy film                            | Quentin Tarantino | Nominacja |
| Festiwal Filmowy w Cannes                 | Palm Dog                                                 | Sayuri | Wygrana   |
| Złoty Glob                                | Najlepszy film komediowy lub musical                     | Pewnego razu... w Hollywood | Wygrana   |
| Złoty Glob                                | Najlepszy aktor w filmie komediowym lub musicalu         | Leonardo DiCaprio | Nominacja |
| Złoty Glob                                | Najlepszy aktor drugoplanowy                             | Brad Pitt | Wygrana   |
| Złoty Glob                                | Najlepszy reżyser                                        | Quentin Tarantino | Nominacja |
| Złoty Glob                                | Najlepszy scenariusz                                     | Quentin Tarantino | Wygrana   |
| Nagroda Brytyjskiej Akademii Filmowej     | Najlepszy film                                           | David Heyman, Shannon McIntosh i Quentin Tarantino | Nominacja |
| Nagroda Brytyjskiej Akademii Filmowej     | Najlepszy reżyser                                        | Quentin Tarantino | Nominacja |
| Nagroda Brytyjskiej Akademii Filmowej     | Najlepszy scenariusz oryginalny                          | Quentin Tarantino | Nominacja |
| Nagroda Brytyjskiej Akademii Filmowej     | Najlepszy aktor pierwszoplanowy                          | Leonardo DiCaprio | Nominacja |
| Nagroda Brytyjskiej Akademii Filmowej     | Najlepszy aktor drugoplanowy                             | Brad Pitt | Wygrana   |
| Nagroda Brytyjskiej Akademii Filmowej     | Najlepsza aktorka drugoplanowa                           | Margot Robbie | Nominacja |
| Nagroda Brytyjskiej Akademii Filmowej     | Najlepsza scenografia                                    | Barbara Ling i Nancy Haigh | Nominacja |
| Nagroda Brytyjskiej Akademii Filmowej     | Najlepsze kostiumy                                       | Arianne Phillips | Nominacja |
| Nagroda Brytyjskiej Akademii Filmowej     | Najlepszy montaż                                         | Fred Raskin | Nominacja |
| Nagroda Brytyjskiej Akademii Filmowej     | Najlepszy casting                                        | Victoria Thomas | Nominacja |
| Nagroda Gildii Aktorów Ekranowych         | Wybitny występ aktora pierwszoplanowego w filmie kinowym | Leonardo DiCaprio | Nominacja |
| Nagroda Gildii Aktorów Ekranowych         | Wybitny występ aktora drugoplanowego w filmie kinowym    | Brad Pitt | Wygrana   |
| Nagroda Gildii Aktorów Ekranowych         | Wybitny występ zespołu aktorskiego w filmie kinowym      | Austin Butler, Julia Butters, Bruce Dern, Leonardo DiCaprio, Dakota Fanning, Emile Hirsch, Damian Lewis, Mike Moh, Timothy Olyphant, Al Pacino, Luke Perry, Brad Pitt, Margaret Qualley i Margot Robbie | Nominacja |
| Nagroda Gildii Aktorów Ekranowych         | Wybitny występ zespołu kaskaderskiego w filmie kinowym   | Pewnego razu... w Hollywood | Nominacja |
| Nagroda Saturn                            | Najlepszy film fantasy                                   | Pewnego razu... w Hollywood | Wygrana   |
| Nagroda Saturn                            | Najlepszy reżyser                                        | Quentin Tarantino | Nominacja |
| Nagroda Saturn                            | Najlepszy scenarzysta                                    | Quentin Tarantino | Wygrana   |
| Nagroda Saturn                            | Najlepszy młody aktor/aktorka                            | Julia Butters | Nominacja |
| Nagroda Saturn                            | Najlepszy montaż                                         | Fred Raskin | Nominacja |
| Nagroda Saturn                            | Najlepsza scenografia                                    | Barbara Ling | Wygrana   |
| Nagroda Saturn                            | Najlepsze kostiumy                                       | Arianne Phillips | Nominacja |
| Nagroda Amerykańskiej Gildii Scenografów  | Doskonała scenografia w filmie historycznym              | Barbara Ling | Wygrana   |
| Golden Trailer Award                      | Najlepszy zwiastun                                       | Sony, Buddha Jones | Wygrana   |
| Międzynarodowy Festiwal Filmowy w Locarno | Variety Piazza Grande Award                              | Pewnego razu... w Hollywood | Nominacja |
| People’s Choice Award                     | Ulubiony film dramatyczny                                | Pewnego razu... w Hollywood | Nominacja |
| People’s Choice Award                     | Ulubiona gwiazda w filmie dramatycznym                   | Leonardo DiCaprio | Nominacja |
| People’s Choice Award                     | Ulubiona gwiazda w filmie dramatycznym                   | Brad Pitt | Nominacja |

## Wiarygodność historyczna
W jednej ze scen filmu Sharon Tate odwiedza księgarnię, gdzie kupuje egzemplarz książki Tessa d’Urberville. W rzeczywistości Tate dała tę książkę w prezencie swojemu mężowi Romanowi Polańskiemu, na krótko przed swoją śmiercią. Kilka lat później Polański nakręcił film na podstawie tej książki, dedykując go swojej zmarłej żonie. Na filmie Polański i Tate są właścicielami psa rasy Yorkshire terrier o imieniu „Doktor Sapirstein”. Małżeństwo rzeczwiście posiadało takie zwierzę, nadając mu imię po jednym z bohaterów filmu Polańskiego – Dziecka Rosemary. Nosidełko, w którym Sharon umieszcza psa w początkowej scenie filmu, jest tym samym, którego Tate używała w rzeczywistości.
Według Rudolpha Altobellego wynajmującego niegdyś willę Polańskiemu i Tate, w marcu 1969 roku Charles Manson pojawił się przed tym domem. Przyjaciel Polańskiego, irański fotograf Shahrokh Hatami również przyznał, że widział Mansona wchodzącego na teren rezydencji. Hatami podszedł do Mansona i spytał go, czego chce, na co ten odpowiedział, że szuka producenta muzycznego Terry’ego Melchera. Hatami odparł, że jest to posiadłość Polańskiego oraz że być może Melcher mieszka w domku dla gości. Altobelli natomiast odpowiedział Mansonowi, że Melcher już tu nie mieszka. Podobna sytuacja występuje w filmie, gdzie zamiast Altobellego i Hatamiego z Mansonem rozmawia Jay Sebring.
W nocy z 8 na 9 sierpnia 1969 roku Tex Watson, Susan Atkins i Patricia Krenwinkel dokonali napadu na dom Polańskich, gdzie zamordowali Tate, a także Jaya Sebringa, Wojciecha Frykowskiego, Abigail Folger i Stevena Parenta. W filmie członkowie sekty Mansona udają się pod rezydencję Polańskiego w celu popełnienia tych morderstw, jednakże na drodze staje im Rick Dalton z sąsiedniego domu. Po konfrontacji z nim zmieniają plan, w wyniku czego ostatecznie wdzierają się do domu Daltona. Linda Kasabian rzeczywiście była przy Cielo Drive 10050 tej nocy, aczkolwiek nie brała udziału w morderstwie w willi, tylko obserwowała sytuację z zewnątrz. W filmie Kasabian jest obecna w grupie, która miała dokonać mordu, jednak nie uczestniczy w napadzie, gdyż ucieka samochodem, zanim dochodzi do napaści. 9 sierpnia 1969 Watson powiedział swoim ofiarom w domu Polańskiego: „Jestem diabłem i jestem tu, by wypełnić interes szatana”. W filmie wypowiada on te słowa do Cliffa Bootha w domu Daltona. Ford Galaxie, którym w filmie banda Mansona przyjeżdża na Cielo Drive to replika samochodu, którego grupa naprawdę używała tamtej nocy. Tarantino wraz z koordynatorem samochodów Stevenem Butcherem odnaleźli autentyczne auto, jednak zrezygnowali z umieszczenia go na planie filmowym, gdyż uznali, że to byłoby „przerażające”.
Jeden z członków sekty Mansona – Clem Grogan – został skazany za zabójstwo kaskadera Donalda Shea’a poprzez pobicie go ołowianą rurą na ranczu George’a Spahna. W Pewnego razu... w Hollywood, Grogan na tym samym ranczu zostaje z kolei pobity przez kaskadera Cliffa Bootha.

## Autentyczne postacie a kontrowersje

### Bruce Lee

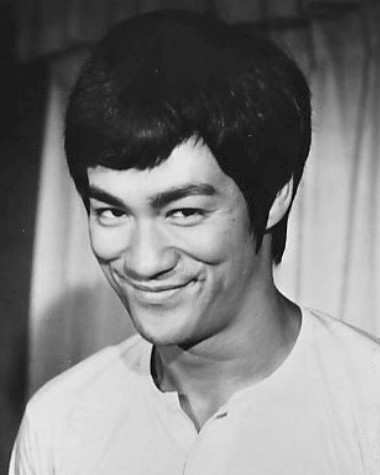
Część widzów uznała sposób w jaki przedstawiono Bruce’a Lee na filmie za obraźliwy i niesłuszny.

Sposób, w jaki ukazano postać Bruce’a Lee w filmie, spotkał się z krytyką. Gdy w jednej ze scen filmu Lee zostaje spytany, czy byłby w stanie pokonać Muhammada Alego, odpowiada, że w takim starciu „uczyniłby go kaleką”. Filmowy Cliff Booth reaguje na to śmiechem, w wyniku czego Lee wyzywa Bootha na pojedynek. Choć na początku walki Lee powala Cliffa na ziemię kopnięciem z wyskoku, po chwili Booth rzuca Bruce’em w bok stojącego nieopodal samochodu. Fani i rówieśnicy Bruce’a Lee, w tym jego protegowany Dan Inosanto, krytykowali takie przedstawienie ikony sztuk walki. Córka Bruce’a, Shannon Lee uznała, że jej ojciec jest pokazany na filmie jako „arogancki dupek z czczą gadką” oraz że „nie powinno się go traktować w taki sam sposób, w jaki traktowało go Białe Hollywood w czasie, gdy on jeszcze żył”.
Według Gene’a LeBella – przyjaciela Lee i kaskadera na planie The Green Hornet – Lee miał renomę „tego, który kopie tyłki kaskaderom” oraz że kaskaderzy „nie byli w stanie go przekonać do tego, że jeśli będzie zadawał lżejsze ciosy, to całość nadal będzie wyglądała świetnie na filmie”.
Tarantino odpowiedział na zarzuty, twierdząc, że Lee był „trochę aroganckim gościem” oraz że wdowa Bruce’a Linda Lee Cadwell napisała w swojej książce Bruce Lee: The Man Only I Knew (1975), że jej mąż mógłby pokonać Muhammada Aliego:

Nawet najbardziej zjadliwi krytycy przyznali, że kung-fu Bruce’a było absolutnie rewelacyjne. Jeden z krytyków napisał: „Ci, którzy go obserwowali, postawiliby na to, że Lee pozbawi Cassiusa Claya (Aliego) czucia, jeśli tylko umieszczą ich w jednym pomieszczeniu i powiedzą im, że wszystko wolno”.

Matthew Polly – autor biografii Lee pt. Bruce Lee: A Life – kontrargumentował wobec słów reżysera, iż była żona mistrza sztuk walki jedynie zacytowała wypowiedź krytyka, a także iż sam Lee zapytany o potencjalną walkę z Alim odpowiedział: „Spójrzcie na moją dłoń. Tą małą, chińską dłoń. On by mnie zabił”.
Tarantino natomiast broniąc sceny walki z Bruce’em Lee, podkreślał, że bohater, który walczy z Lee na filmie, jest weteranem wojennym, a także przede wszystkim postacią fikcyjną:

Brad nie dałby rady pokonać Bruce’a Lee, ale Cliff może i tak. Jeśli ktoś się spyta: „Kto wygrałby w walce: Bruce Lee czy Dracula?”, można to uznać za takie samo pytanie. Mamy do czynienia z postacią fikcyjną. Jeśli mówię, że Cliff prawdopodobnie byłby w stanie powalić Bruce’a Lee, mamy tu fikcyjnego bohatera, więc być może mógłby to zrobić.

Shannon Lee złożyła skargę do Administracji Filmowej Chin, żądając zakazu wyświetlania Pewnego razu... w Hollywood w chińskich kinach, chyba że do filmu zostaną wprowadzone zmiany. Gdy reżyser odmówił usunięcia kontrowersyjnej sceny z Lee, Chiny odwołały premierę filmu 18 października 2019 roku, na tydzień przed wyznaczoną datą premiery w tym kraju.

### Sharon Tate

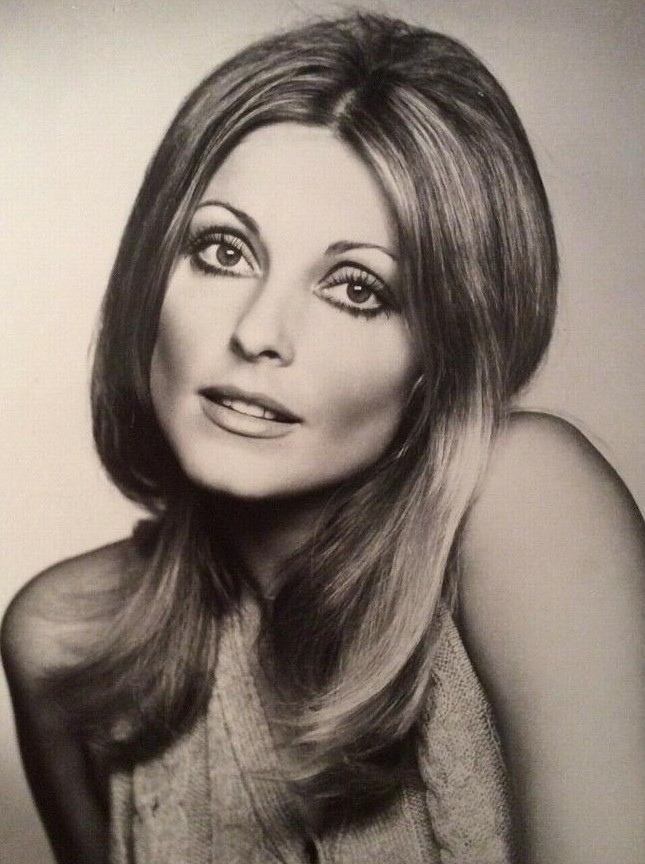
Sharon Tate w 1967

Gdy zapowiedziano Pewnego razu... w Hollywood jako film skupiający się wokół morderstw „rodziny” Mansona, Debra Tate, siostra Sharon, wyraziła sprzeciw wobec tego filmu. Krewna zamordowanej aktorki uznała, że dzieło Tarantino opiera się na wyzysku, a także iż będzie ono mijało się prawdą, ukazując sektę w błędny sposób: „Celebrowanie zabójców, czyli najmroczniejszej części społeczeństwa jako seksownych lub akceptowalnych w jakikolwiek sposób czy jakiejkolwiek formie, zwyczajnie utrwali to, co najgorsze w naszym społeczeństwie”.
Jednakże, kiedy reżyser skontaktował się z Debrą Tate i pokazał jej scenariusz, ta wycofała swój protest, mówiąc: „Ten film nie jest tym, czego ludzie by się spodziewali, łącząc nazwiska Mansona i Tarantino”. Po wizycie na planie filmu była pod wrażeniem odtwarzającej rolę Sharon Margot Robbie, a nawet pożyczyła aktorce trochę biżuterii swojej siostry do noszenia w filmie.
Wkrótce po premierze filmu dziennikarz Farah Nayeri zapytał reżysera, dlaczego Sharon Tate na filmie wypowiada tak niewiele kwestii, na co Tarantino odpowiedział: „odrzucam tę hipotezę”. Robbie z kolei argumentowała: „Myślę, że momenty na ekranie ukazujące te wspaniałe chwile [Tate] można odpowiednio przedstawić bez słów”. Tarantino stwierdził: „Uznałem, że to będzie poruszające i przyjemne, a zarazem smutne i melancholijne, aby spędzić z nią [Tate] trochę czasu, po prostu trwając [...] Chciałem, żebyście na tym filmie często widywali Sharon”.

## Kontynuacja
W 2025 roku zapowiedziano kontynuację Pewnego razu... w Hollywood, która ma się skupiać na przygodach kaskadera Cliffa Bootha. Ujawniono, że scenariusz kontynuacji napisał Tarantino, a reżyserią filmu zająć ma się David Fincher. Poinformowano też, że w filmie zagra Brad Pitt, który ponownie wystąpi jako Cliff Booth, a obok niego w pozostałych rolach pojawią się Elizabeth Debicki oraz Scott Caan.